# Psary-Gajówka
Psary-Gajówka – osada leśna w Polsce położona w województwie mazowieckim, w powiecie pułtuskim, w gminie Obryte.
W latach 1975–1998 miejscowość położona była w województwie ostrołęckim.